# Telford and Wrekin
Telford and Wrekin (littéralement, « Telford-et-Wrekin ») est un territoire relevant d’une autorité locale unique situé en Angleterre dans le comté de Shropshire.

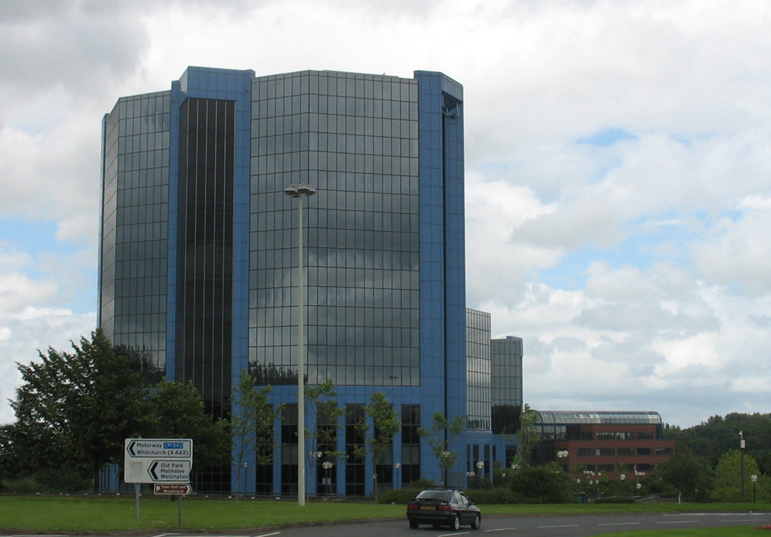
Telford Plaza dans le centre-ville de Telford